# Scharm-El-Scheich-Gipfel (2019)
Das Gipfeltreffen der Arabischen Liga EU 2019 war eine Mitgliederversammlung der Arabischen Liga vom 24. bis 25. Februar 2019 in Scharm asch-Schaich, zu der auch der Europäische Rat geladen war.
Gastgeber war Abd al-Fattah as-Sisi.
Zu den 50 teilnehmenden Staatschefs gehörten auch Angela Merkel und Theresa May. Bereits für den 9. März 2015 hatte die schwedische Außenministerin Margot Wallström eine Rede für die Außenministerkonferenz der Arabischen Liga in Kairo vorbereitet. Nachdem die Rede veröffentlicht worden war, wurde Wallström ausgeladen.

## Gipfelerklärung von Scharm asch-Schaich
Die Staats- und Regierungschefs der EU und der Liga der arabischen Staaten (LAS) haben sich darauf geeinigt, ihre Partnerschaft auf dem ersten Gipfel zwischen beiden Regionen zu stärken. Sie nahmen eine gemeinsame Erklärung an:
  
Mit dem Gipfel wurde ein neuer Dialog zwischen dem Europäischen Rat und der Arabischen Liga aufgenommen. Die Staats- und Regierungschefs verpflichteten sich, regelmäßig EU-LAS-Gipfeltreffen abzuhalten. Das nächste Gipfeltreffen soll 2022 in Brüssel stattfinden.